# Плассманн, Йозеф
Йозеф Отто Плассманн (нем. Joseph Otto Plassmann, 12 июня 1895, Варендорф — 12 января 1964, Целле) — немецкий учёный, германист, руководящий сотрудник Аненербе, гауптштурмфюрер СС.

## Биография

### Ранние годы. Первая мировая война
Сын учителя, профессора астрономии. В 1901—1905 годы посещал католическую школу в Мюнстере, с 1905 года — мюнстерскую гимназию Паулинум. Изучал германскую, романскую и английскую филологию, а также фольклор в Мюнстерском университете.
О его деятельности в годы Первой мировой войны существуют противоречивые данные. По одной версии, изложенной Плассманном, он в 1914—1916 годах служил в 13-м пехотном полку и демобилизовался в чине ефрейтора. По другой — сражался на Восточном фронте, где был в ноябре 1914 года ранен в голову и лёгкое. По третьей — во время войны служил в немецкой оккупационной администрации в Бельгии, где был помощником референта по фламандской политике и входил в комиссию по проведению языковой границы в Брабанте, там же познакомился с Германом Виртом.
После демобилизации в 1919—1921 годах командовал взводом айнвонервера (местного ополчения) в Мюнстере. В 1920 году сдал государственный экзамен на звание преподавателя, в 1921 году защитил кандидатскую диссертацию по филологии. Из-за ранения не смог начать карьеру преподавателя высшей школы и стал свободным писателем и учёным. В 1924 году, во время лечения в Давосе познакомился с Вильгельмом Густлоффом. В это же время начал работу над книжной серией «Deutsche Volkheit» («Германская народность»), в которой собирался осветить германскую историю и народную культуру с точки зрения теории фёлькиш. В 1929 году вступил в Национал-социалистическое объединение жертв войны.

### Карьера при нацистах
С 1936 году руководил отделом в Расовом управлении Главного управления СС по вопросам расы и поселения. Входил в Личный штаб рейхсфюрера СС.
С 1936 года работал в Аненербе: в 1937—1941 годах руководил учебно-исследовательским отделом народных легенд, сказок и саг, затем возглавлял учебно-исследовательские отделы германистики и германской культуры и местного фольклора. В 1936—1943 годах выпускал журнал «Germanien, Monatshefte für Germanenkunde» («Германия. Ежемесячник германоведения»), выходивший под эгидой Аненербе. В июле 1939 года в рамках переселения немцев Южного Тироля выполнял поручения Аненербе в Больцано. В 1940 года служил в айнзатцкоманде СС «Запад» под началом Хельмута Кнохена.
В 1943 году защитил докторскую диссертацию и стал профессором германоведения и скандинавской филологии Тюбингенского университета. С марта 1944 года — заведующий кафедрой германской фольклористики Боннского университета.

### После войны
В 1945 году был уволен из университета. Неоднократно подчёркивал, что никогда не состоял в НСДАП. С 1954 года — председатель Германского союза пострадавших на войне.

## Награды
- Железный крест 1-го класса
- Железный крест 2-го класса
- Почётный фронтовой крест
- Знак за ранение
- Крест военных заслуг 2-й степени

## Сочинения
- Geschichte der Stadt Münster in Westfalen. Von den ältesten Zeiten bis zur Gegenwart (1925)
- Das Leben des Kaisers Friedrich II. von Hohenstaufen (1927)
- König Heinrich der Vogler (1928)
- Das Leben Kaiser Konrads des Zweiten des Saliers (1928)
- Wikingerfahrten und Normannenreichen (1929)
- Das Leben Kaiser Ottos des Großen. Nach den Quellen erzählt
- Der Schmuck im nordischen Volksglauben (1938)
- Deutschösterreichs germanische Sendung (1939)
- Deutsches Land kehrt heim. Ostmark und Sudetenland als germanischer Volksboden (1939)
- Kleine Kostbarkeiten aus Kunst und Geschichte (1940)
- Die Ostpolitik Heinrich I. In: Herbert Jankuhn: Das "Ahnenerbe". Bericht über die Kieler Tagung 1939. Karl Wachholtz Verlag, Neumünster 1944, S. 203-210.